# Animal Alpha
Animal Alpha fue una banda noruega de rock formado en 2002 y disuelto en 2009.

## Historia
Animal Alpha nació en 2002; grabaron dos demos en 2003 y 2004 respectivamente, que después regrabaron en su primer álbum. Durante el 2004 estuvieron dando conciertos en Noruega. Esto, junto a los prestigiosos conciertos en Oslo como el Øya Festival (recibieron 8 de 10 puntos en la revista Metal Hammer), la aparición en un programa de la televisión nacional ‘Lydverket’, creó un bullicio en torno a la banda que dio lugar a dos noches de entradas agotadas en John Dee Club, una sala con aforo para 500 personas de Oslo. Tras ello la banda firmó contrato con un sello indie, Racing Junior, responsable de su primer EP y su primer álbum de la primavera del 2005.
Animal Alpha pasó el 2005 tocando por toda Noruega promocionando su EP homónimo y su primer álbum "Pheromones", que salió el 5 de septiembre.
Su segundo álbum,"You Pay for the Whole Seat, But You'll Only Need the Edge" salió el 28 de enero de 2008.
En poco tiempo el EP alcanzó el oro, igual que sus 2 sencillos/vídeos entraron en las listas nacionales. Gracias a las ventas de oro y las nominaciones al mejor vídeoclip del 2005, mejor artista debut entre otros, Animal Alpha captó la atención de la industria musical mundial. En el invierno del 2006 tocó en diferentes festivales de EE. UU., Inglaterra y Holanda; captando la atención de sellos discográficos, representantes, prensa y festivales.
Ya habían tocado en festivales como Rock am Ring y Rock im Park, en Download Festival de Inglaterra y Pukkelpop.
La canción "Bundy" aparece en el videojuego Burnout Revenge, Burnout Legends y NHL 06, publicados por EA Games.
El 12 de marzo de 2009 Animal Alpha se separó. Se publicó en su página web un artículo donde decían lo siguiente: "La creatividad del grupo mientras preparamos nuestro tercer álbum está en punto muerto y ante tal situación decidimos abandonar". Actualmente Agnete Maria Kjolsrud es la vocalista del nuevo grupo Djerv cuyo primer EP salió en 2010 y su primer álbum homónimo un año después, en el 2011.
La canción "Bundy" vuelve a reaparecer en 2013 en los créditos de la película "Hansel and Gretel Witch Hunters"

## Miembros

### Exintegrantes
- Agnete Maria Forfang Kjølsrud - vocal (2002 - 2009)
- Christian Wibe - vocal de apoyo, guitarra (2002 - 2009)
- Christer André Cederberg - vocal de apoyo, guitarra (2002 - 2009)
- Lars Imre Bidtnes - vocal de apoyo, bajo (2002 - 2009)
- Thomas Emil Jacobsen - percusión, batería (2004 - 2006)
- Aleksander Ralla Villnes - percusión, batería (2008 - 2009)
- Christian Stensli - batería (2002 - 2004)
- Kenneth Kapstad - batería (2006 - 2007)

## Discografía

### Álbumes de estudio
- 2005: "Pheromones"
- 2008. "You Pay for the Whole Seat, but You'll Only Need the Edge"

### EP
- 2005: "Animal Alpha"

### Sencillos
De Pheromones (2005)
- "Bundy"